# Odznaka honorowa „Zasłużony dla Przemysłu Naftowego i Gazowniczego”
Odznaka honorowa „Zasłużony dla Przemysłu Naftowego i Gazowniczego” – polskie resortowe odznaczenie cywilne, ustanowione 17 listopada 2011 i nadawane przez ministra właściwego do spraw gospodarki, a od 27 sierpnia 2016 przez ministra właściwego do spraw energii. Może być przyznawana pracownikom przemysłu naftowego i  gazowniczego, członkom organizacji zawodowych i  społecznych oraz innym osobom  fizycznym, w  tym cudzoziemcom, oraz organizacjom lub instytucjom mającym siedzibę na terytorium  Rzeczypospolitej Polskiej lub za granicą, w  uznaniu ich zasług dla rozwoju przemysłu naftowego i  gazowniczego, zwłaszcza w  zakresie prowadzonych prac badawczych oraz we wdrażaniu najnowszych osiągnięć techniki.